# Мейровіцит
Мейровіцит — мінерал з хімічною формулою Ca(UO2)(CO3)2·5H2O, карбонат, верифікований у травні 2018 року Комісією з нових мінералів, номенклатури та класифікації Міжнародної мінералогічної асоціації. Це надзвичайно рідкісний мінерал, знайдений у копальні «Маркі» (штат Юта, США) в межах проєкту «Carbon Mineral Challenge».
Мейровіцит названий на честь Роберта Мейровіца (1916—2013), американського хіміка-аналітика. Після служби у війську під час Другої світової війни він вступив до лав Геологічної служби США (USGS). Був відомий розробкою інноваційних методів аналізу малих та складних для вивчення мінералогічних зразків, а також своєю формулою високоіндексних імерсійних рідин.

## Прояви
Мейровіцит виявлений у надрах копальні «Маркі», Ред-Каньйон, округ Суан-Хуан, штат Юта, США. Досі його не знайдено в жодному іншому місці. Мінералізовані канали мейровіциту є в пачці Шинарумп формації Чінле. Пачка Шинарумп складена середньо- та грубозернистим пісковиком, конгломератовими пластами пісковику та потужними лінзами алевроліту. Рудні мінерали відкладалися як заміщення деревини та інших органічних матеріалів, а також як вкраплення у вміщуючий пісковик. З моменту закриття копальні «Маркі», окиснення первинних руд у вологому підземному середовищі призвело до утворення різноманітних вторинних мінералів. Ці вторинні мінерали є переважно сульфатами у вигляді вивітрілих кірок на поверхнях стінок гірничих виробок. Мейровіцит трапляється на кальцитово-жилковому асфальтиті в асоціації з гіпсом, маркіїтом та розенітом.

## Властивості
Мейровіцит має пластинчасті кристали довжиною приблизно до 0,2 мм. Пластинки зазвичай нерівні та розходяться назовні від центральної точки; вони видовжені на [010], сплющені на {100}. Двійникування не спостерігалося.
Мінерал має прозоро-жовтий колір зі скляним блиском та дуже блідо-жовтою рисою. У світлі лазера 405 нм демонструє змінну флуоресценцію від слабкого зеленувато-жовтого до помірного зеленувато-блакитного кольору.
Твердість 2 за шкалою Мооса. Крихкий, має нерівномірний злам та ідеальну спайність на {-101}. Густина 2,70(2) г·см−3 — визначена шляхом флотації в суміші метиленйодиду та толуолу.
Легко розчиняється у воді кімнатної температури.
Оптично двовісний (+) з α = 1,520(2), β = 1,528(2) та γ = 1,561(2), виміряними у білому світлі. Дисперсія слабка, r > v. Оптична орієнтація Z = b, Ya ≈ 19° в тупому β. Кристали слабо плеохроїчні у відтінках блідо-жовтого кольорогу, X ≈ Y < Z.
Сумісність Гладстона-Дейла, 1 — (KP/KC), становить –0,039 (відмінна) за емпіричною формулою та –0,035 (відмінна) за ідеальною формулою, де k(UO3) = 0,134.

### Хімічний аналіз
Хімічний аналіз мейровіциту проводили на електронному мікрозонді Cameca SX-50 з чотирма спектрометрами з дисперсією довжин хвилі та з використанням програмного забезпечення Probe for EPMA в Університеті Юти. Кількість H2O та (CO2) була розрахована на основі визначення структури (2C та 13O apfu) через недостатню кількість матеріалу, замість більш поширеного методу прямого визначення.
Емпірична формула — Ca0,94(U1,00O2)(CO3)2·5(H2,02O).
Ідеальна формула — Ca(UO2)(CO3)2·5H2O, для якої потрібно 10,78 CaO, 54,98 UO3, 16,92 CO2 та 17,32 H2O, що загалом становить 100 мас.%.

## Структура
Мейровіцит має кристалічну структуру, що базується на унікальному гофрованому гетерополіедричному шарі уранілкарбонату. Мейровіцит диморфний з целлеритом, але структура целлериту невідома. Дифрактограми PXRD для мейровіциту й целлериту досить різні. Хоча найсильніші піки в дифрактограмі целлериту представлені в дифрактограмі мейровіциту, чотири найсильніші лінії в дифрактограмі мейровіциту відсутні в дифрактограмі целлериту.
У структурі мейровіциту є три U-позиції (місця розташування атомів урану). Два (U1 та U2) оточені вісьмома атомами O. Це утворює присадкувату гексагональну біпіраміду UO8. (U3) оточений сімома атомами O, утворюючи присадкувату п'ятикутну біпіраміду UO7. Два короткі вершинні зв'язки всіх трьох біпірамід утворюють уранільну групу UO22+. З шести груп CO32– у структурі три, центровані C1, C2 та C3, мають спільні екваторіальні ребра, що чергуються, гексагональної біпіраміди U1, утворюючи тим самим добре відому одиницю уранілтрикарбонату (UTC). Інші три, з центрами в C4, C5 та C6, мають спільні екваторіальні ребра, що чергуються, гексагональної біпіраміди U2, утворюючи другу одиницю UTC. П'ять екваторіальних вершин п'ятикутної біпіраміди U3 є спільними з атомами O карбонатних груп C1, C2, C3, C4 та C6. Ці зв'язки створюють унікальний гофрований гетерополіедричний шар уранілкарбонату, паралельний {101}. UTC U2 орієнтовані перпендикулярно до площини шару, а неспільний кут карбонатної групи C5 спрямований від шару. Три атоми Ca (Ca1, Ca2 та Ca3) мають восьмикратну координацію з атомами O в шарах та з атомами OW, хоча Ca3 фактично має лише семикратну координацію, оскільки два його ліганди (OW15 та OW16) зайняті лише наполовину. Багатогранники Ca не з'єднуються між собою; натомість вони мають спільні ребра та кути з багатогранниками в гетерополіедричних шарах уранілкарбонату, тим самим з'єднуючи шари в каркас. Повністю зайняті місця OW9–OW13 та наполовину зайняті місця OW14 та OW17 розташовані в порожнинах цього каркасу.